# Folies Bergère
Folies Bergère je divadlo a koncertní sál v Paříži. Nachází se v 9. obvodu na adrese Rue Richer č. 32. Na přelomu 19. a 20. století to byl významný varietní kabaret. Dnes zde probíhají muzikálová představení a koncerty. Sál má kapacitu 1679 míst. Během let zde vystupovali např. Maurice Chevalier, který zde začínal v roce 1909, Jean Gabin (1922), Josephine Bakerová nebo Charlie Chaplin. Ze současných umělců zde vystupovali Herbie Hancock, Jamie Cullum, Bénabar, Fiona Apple, Omara Portuondo, Vanessa Paradis aj.

## Historie
Budova byla postavena jako operní dům a otevřena 2. května 1869 pod názvem Treviso Folies. Dne 13. září 1872 získala svůj dnešní název. (Folies byl tehdejší módní název pro divadla, ale vévoda de Trévise nesouhlasil, aby bylo rodové jméno takto spojováno; proto nový upřesňující název nese jméno jiné nedaleké ulice – rue Bergère.)  V roce 1886 ředitel Edward Marchand představil v kabaretu nový druh představení - varieté, které mělo velký úspěch. Jeho nástupce Paul Derval pokračoval v představeních založených na efektních kostýmech, dekoracích, tanci a zpěvu. Jakožto hluboce pověrčivý rozhodl, že všechny názvy revue musejí mít vždy 13 písmen a obsahovat slovo folie v jednotném či množném čísle. V roce 1926 přivedl do Folies Bergère z New Yorku tanečnici Josephine Bakerovou, která měla velký úspěch. Paul Derval vedl divadlo až do své smrti v roce 1966.
V roce 1993 divadlo změnilo koncepci a od té doby se zaměřuje na muzikály a koncerty. V sezóně 2006/2007 mělo velký úspěch nastudování muzikálu Kabaret, které mělo přes 450 repríz a více než 350 000 diváků a získalo šest nominací na divadelní cenu Molières.

## Galerie

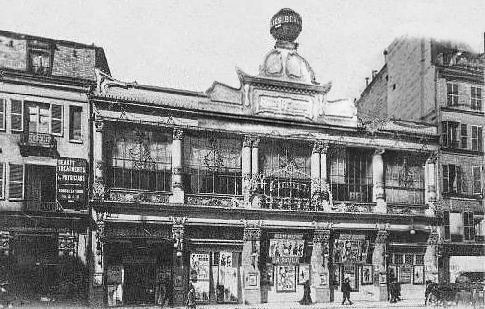
Folies Bergère v roce 1872
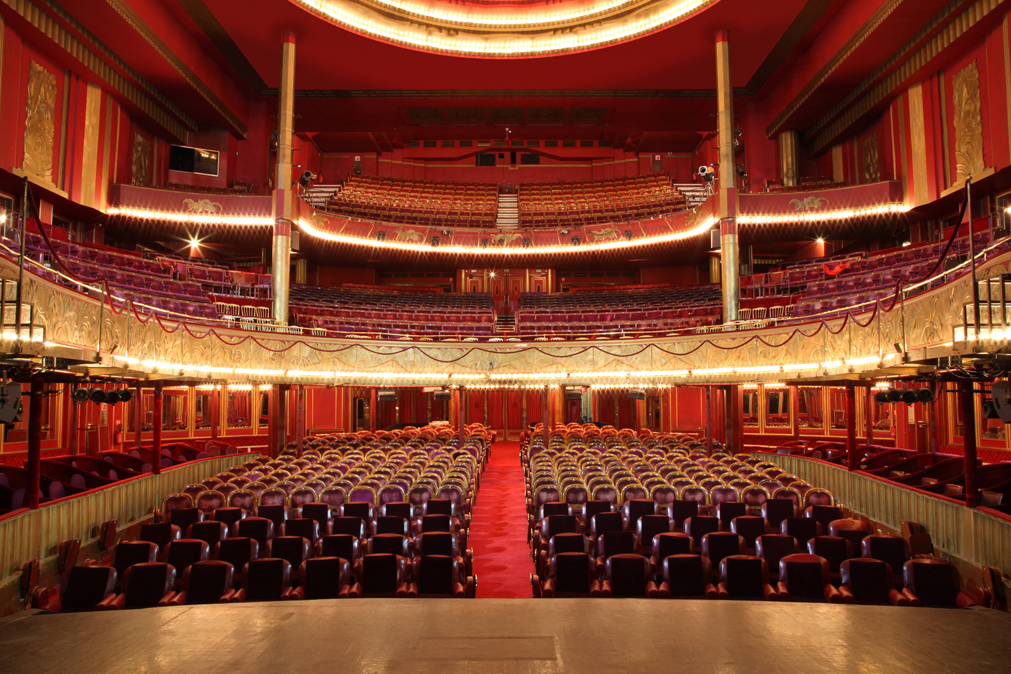
divadelní hlediště
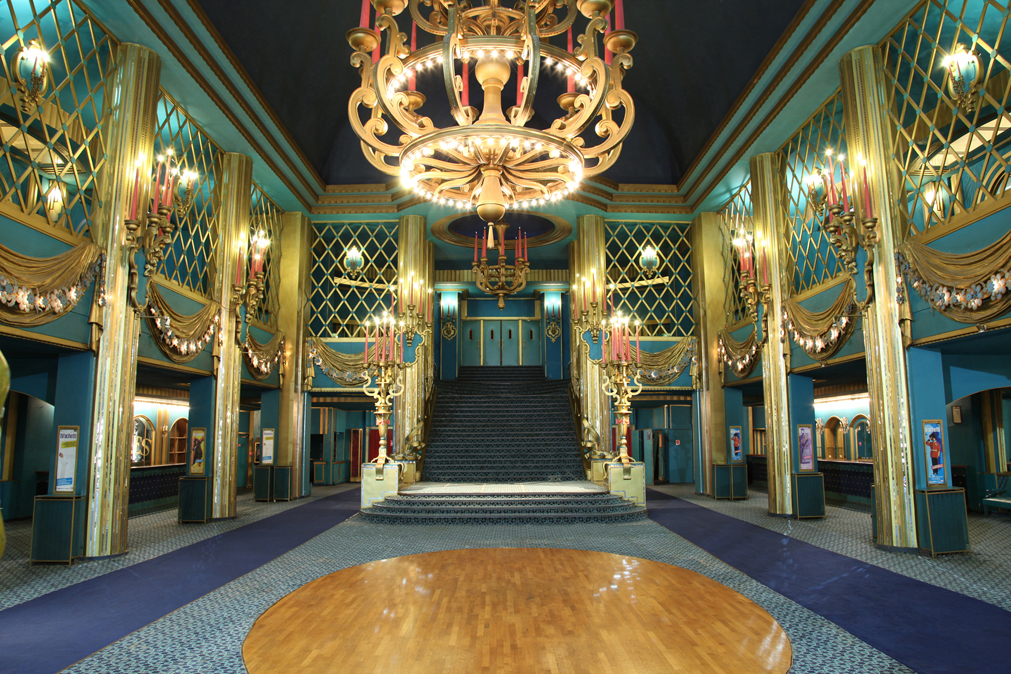
foyer
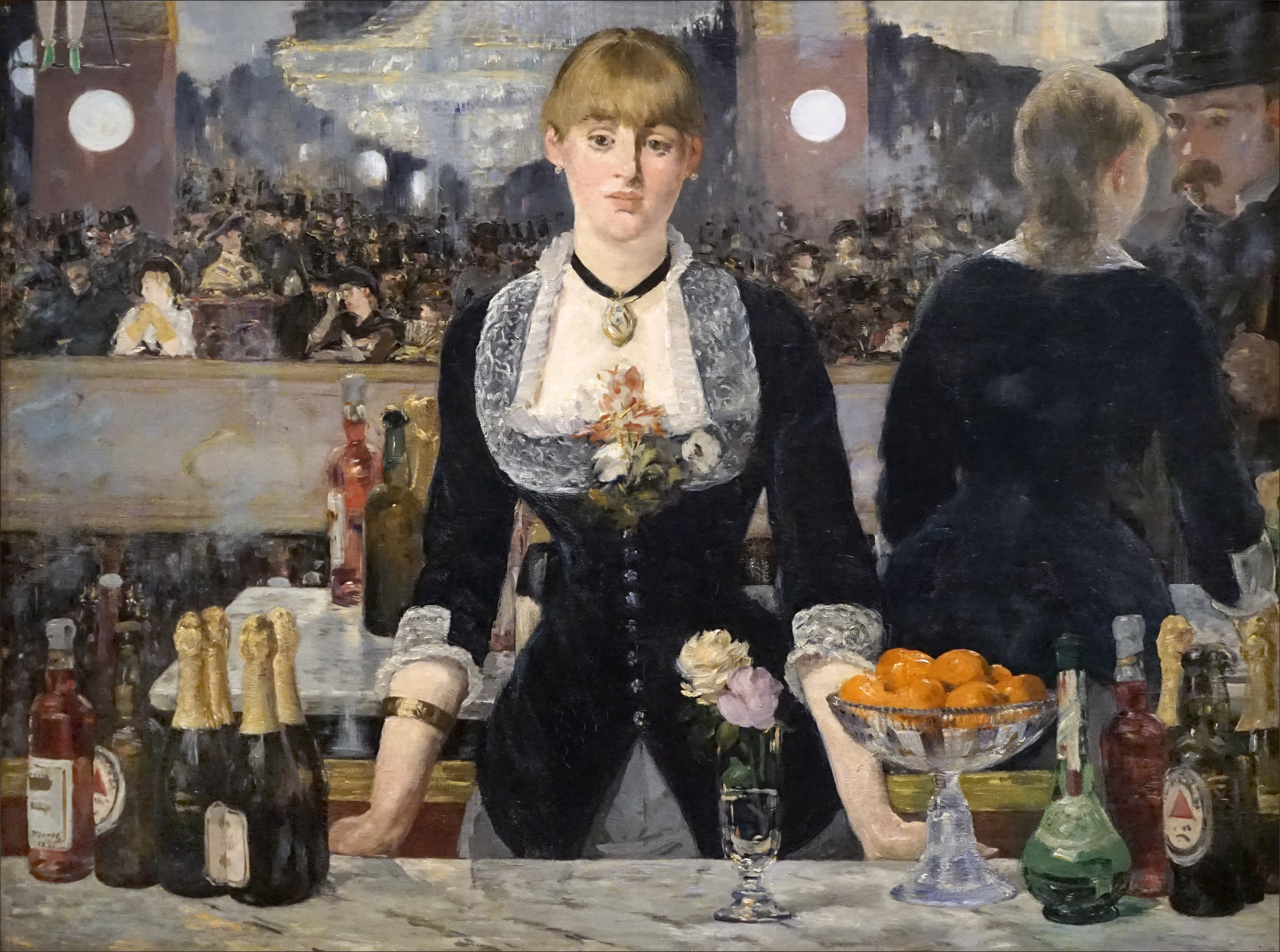
Édouard Manet Bar ve Folies Bergère,  (1881-1882)
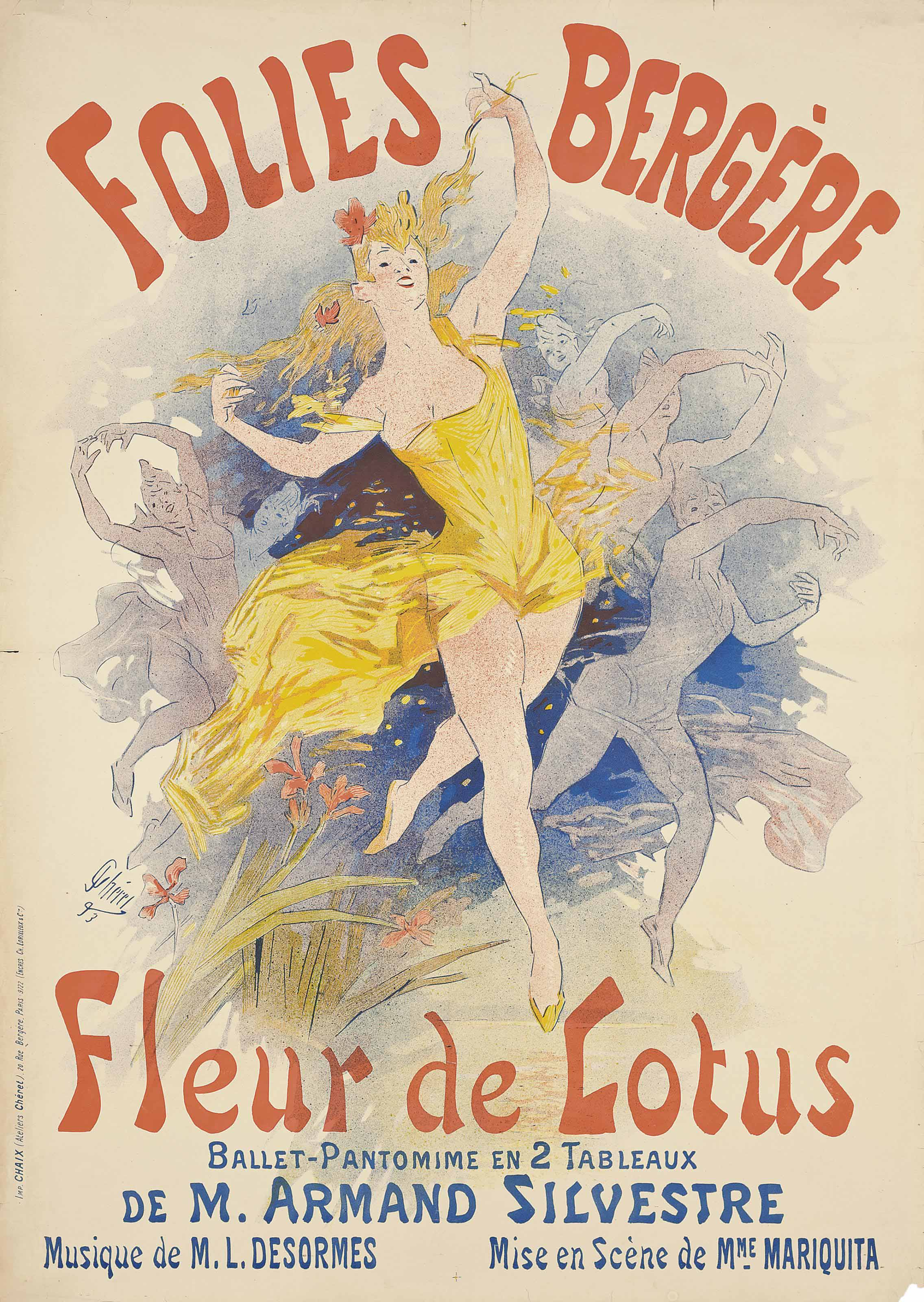
Jules Chéret Lotusový květ, (1893)
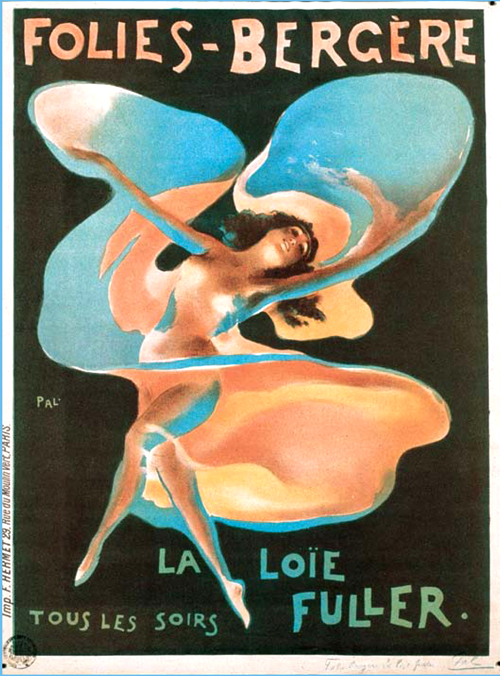
Plakát Folies-Bergère La Loïe Fuller (cca 1895)
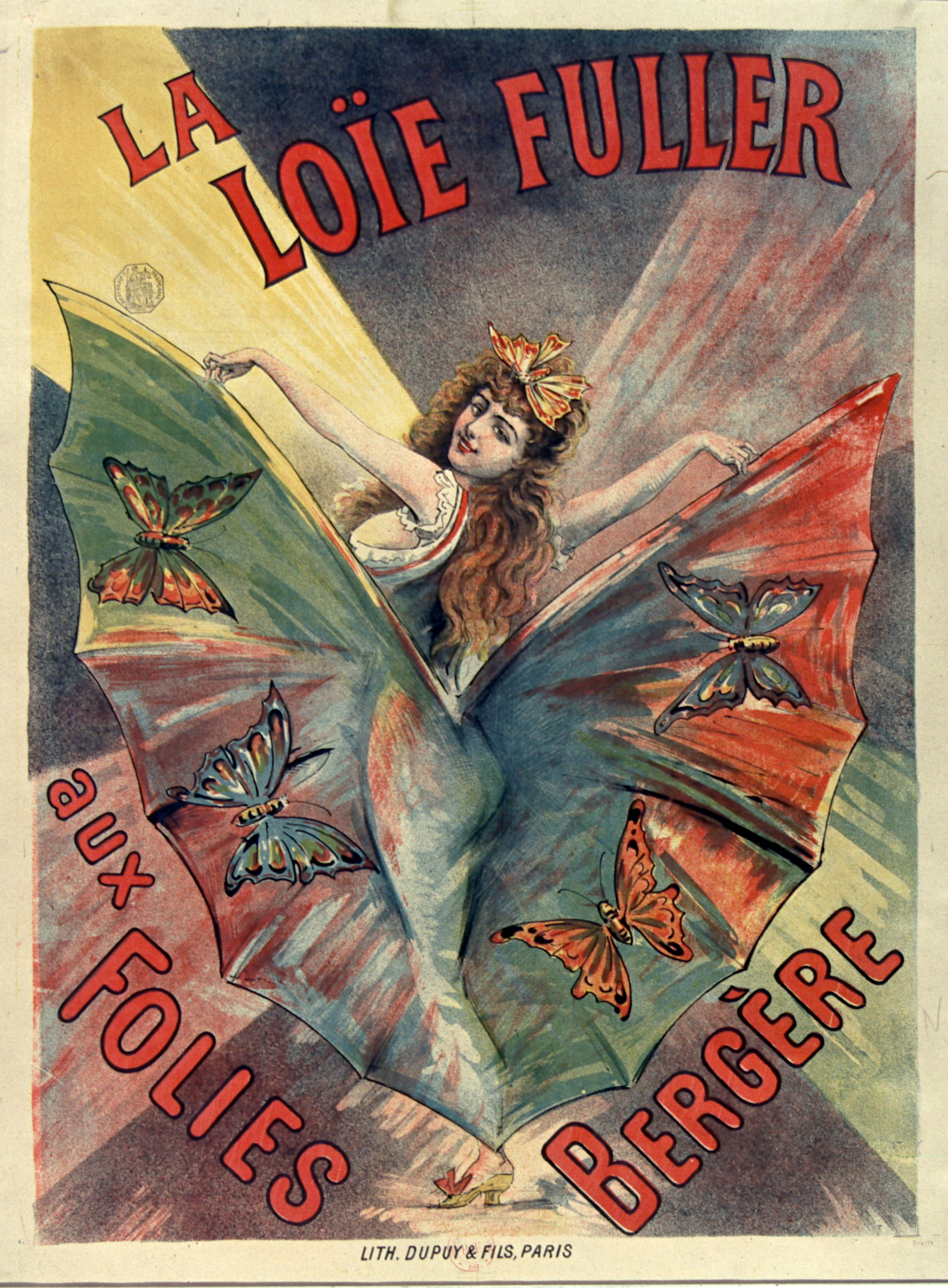
Henri de Toulouse-Lautrec La Loïe Fuller (cca 1895)
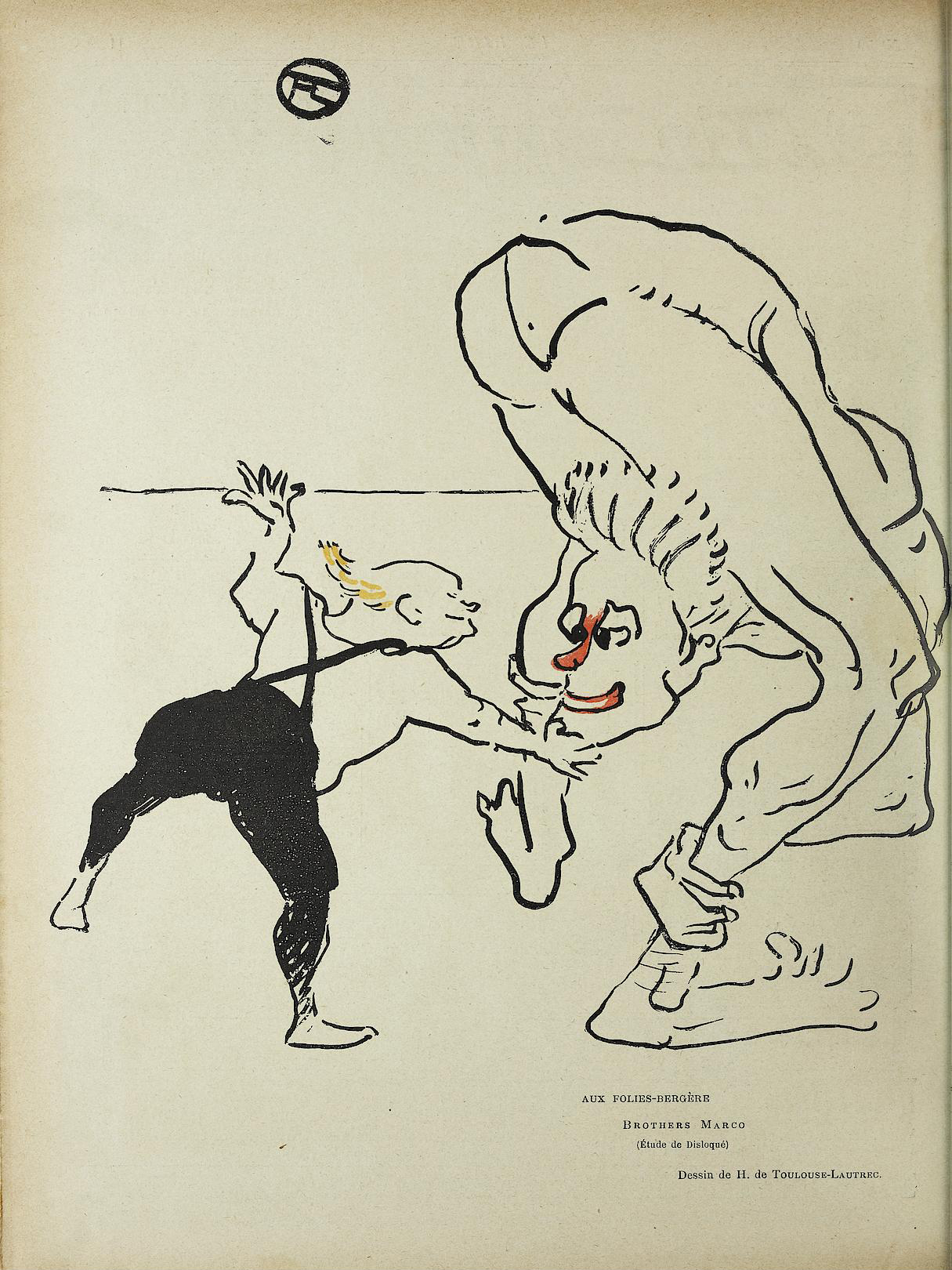
Henri de Toulouse-Lautrec Bratři Marco (cca 1895)
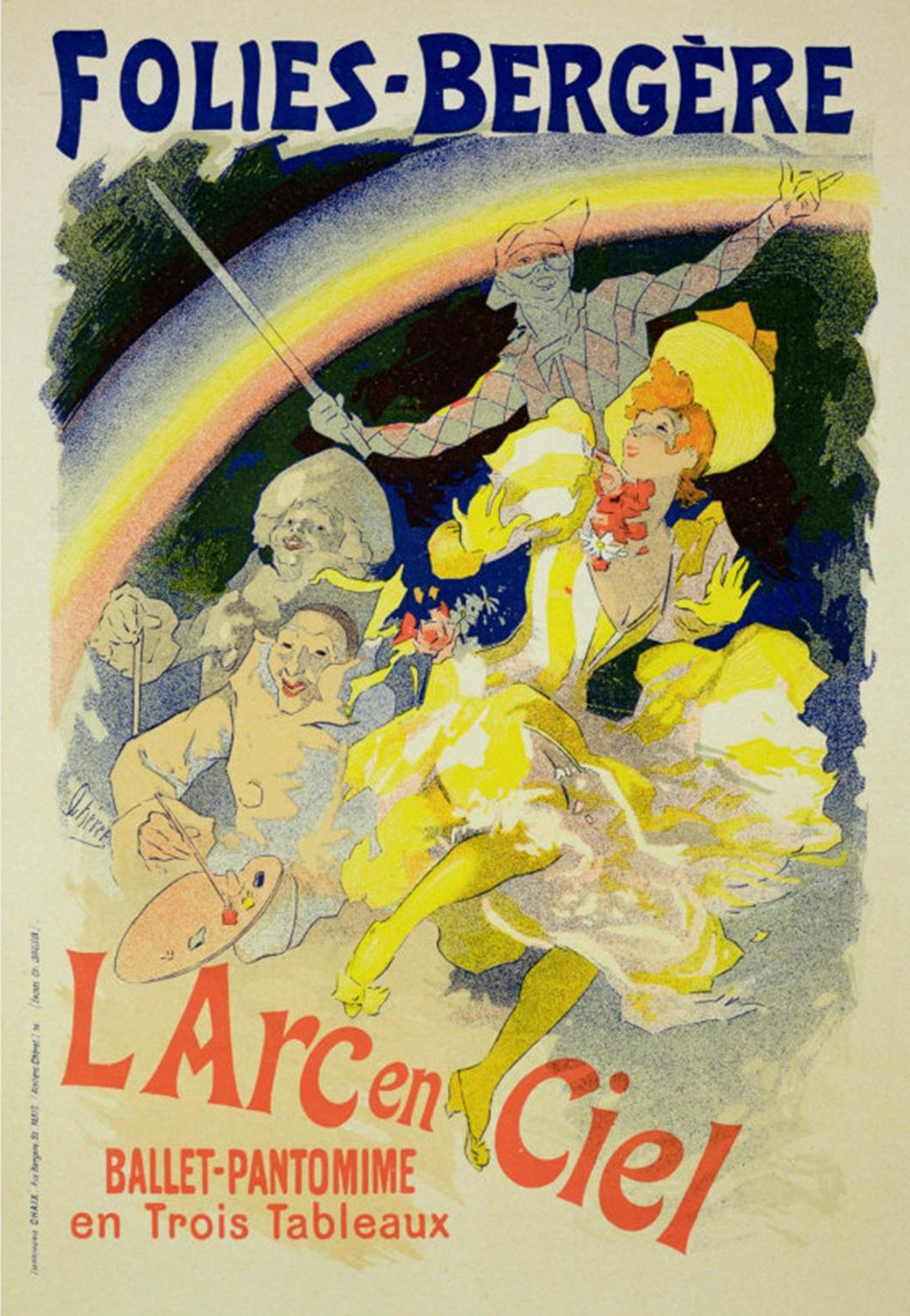
Představení Duha (cca 1896)
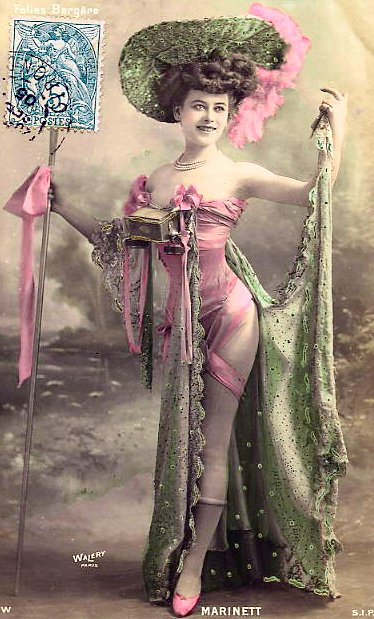
Tanečnice (cca 1900)
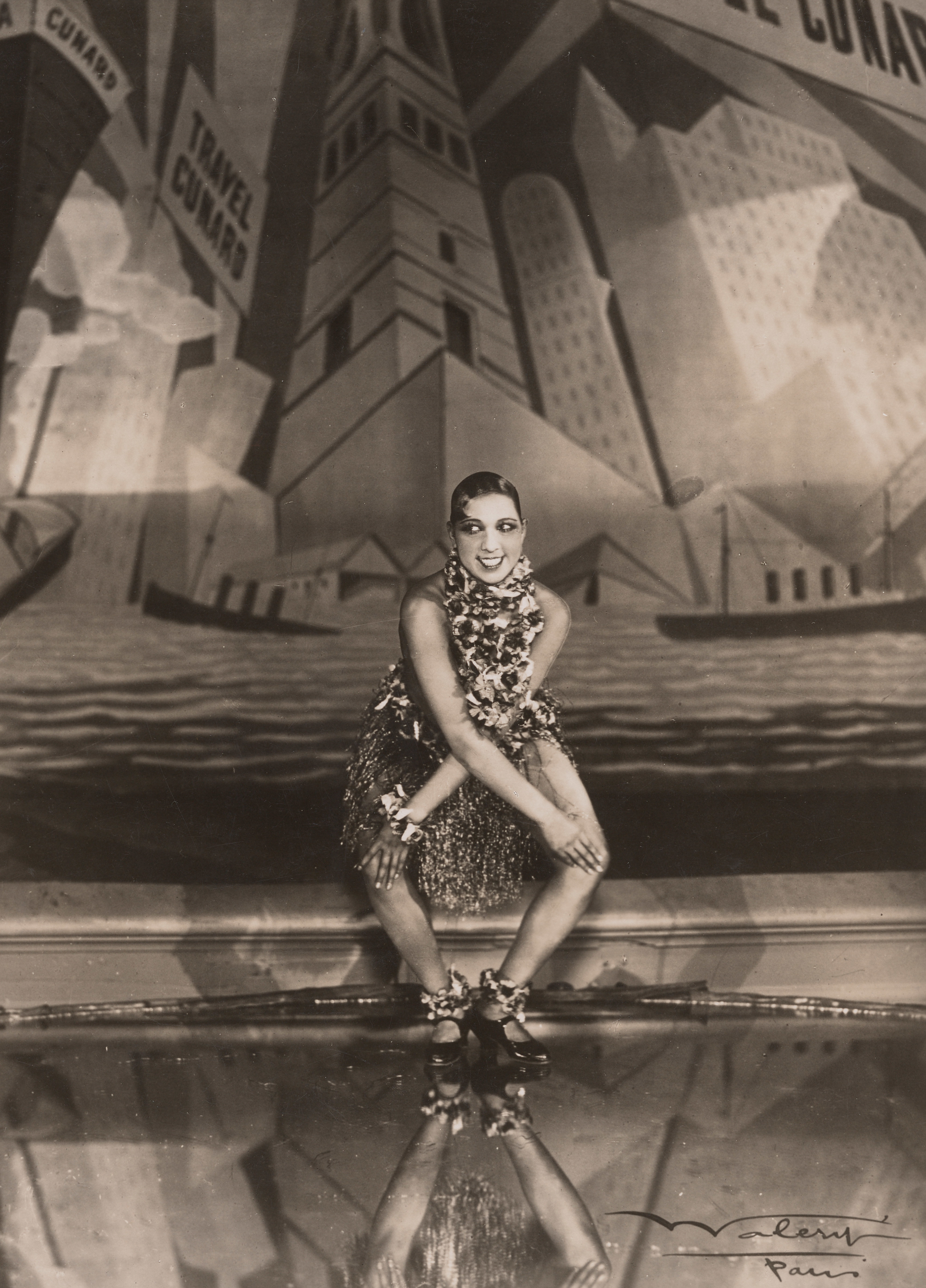
Josephine Bakerová tančící charleston v Revue nègre, (1926)